# Agustín González (Fußballspieler, 1900)
Agustín González (* 1900 in Tequila, Jalisco; † 1985), auch bekannt unter dem Spitznamen Escopeta (spanisch für „Flinte“), war ein mexikanischer Fußballspieler und Sportkommentator. Seinen ungewöhnlichen Spitznamen erhielt er aufgrund seiner Größe und Statur. Denn er war von äußerst großer und schlanker Gestalt, so dass sein an die Wand geworfener Schatten an eine aufrechtstehende Flinte erinnerte.

## Leben
Noch als Kind zog seine Familie nach Mexiko-Stadt, wo González den Großteil seines Lebens verbrachte. Im Alter von 12 Jahren schloss er sich dem Hauptstadtverein CF México an, bei dem er insgesamt 14 Jahre spielte: zunächst im Angriff und später in der Verteidigung. 1926 wechselte er zum Club Deportivo Guadalajara, doch bereits zwei Jahre später zwang ihn eine Knieverletzung zum vorzeitigen Ende seiner Fußballerlaufbahn. 
Danach arbeitete er als Pulquero, Taxifahrer, Lastwagenfahrer, Boxer und Stierkämpfer. In den 1930er Jahren trainierte er zwei Fußballmannschaften mit den Bezeichnungen Aztecas und Argos, die beide zur Hauptstadtpolizei gehörten. Außerdem arbeitete er gelegentlich als Schiedsrichter. Doch am liebsten und längsten arbeitete er als Fußballkommentator beim Rundfunk; zunächst im Radio und später für das Fernsehen. Dabei setzte er einige Meilensteine: 1938 war er bei den Zentralamerika- und Karibikspielen der erste Reporter, der ein Auswärtsspiel der mexikanischen Fußballnationalmannschaft per Radio in die Heimat übertrug. Bei der Fußball-Weltmeisterschaft 1950 in Brasilien gehörte er gemeinsam mit Fernando Marcos zu den mexikanischen Sportkommentatoren.